# Меморіал «Героям-панфіловцям»
Меморіал «Героям-панфіловцям» (оригінальна назва — «Подвигу 28») — меморіальний комплекс, присвячений увічненню пам'яті захисту Москви від наступу нацистів,загиблих 28 військових Червоної армії зі складу групи винищувачів танків 4-ї роти 2-го батальйону 1075-го стрілецького полку 316-ї стрілецької дивізії генерал-майора Панфілова.

## Загальний опис
Комплекс був урочисто відкритий до 30-річчя Перемоги у Великій Вітчизняній війні, 6 травня 1975 року. На церемонії відкриття були присутні учасники подій І. Д. Шадрін і Д. О. Кожабергенов.
Фігури меморіалу були розміщені в полі, на великій височині. Скульпторами проекту виступили: М. С. Любімов, О. Р. Постол, В. О. Федоров; архітекторами В. М. Датюк, Ю. Г. Кривущенко, І. І. Степанов; головним інженером С. П. Хаджибаронов.
Меморіальний комплекс складається з шести монументальних скульптур висотою 10 метрів, уособлюють воїнів шести національностей, які воювали в лавах дивізії Панфілова.
Комплекс розбитий на три частини. Спереду розташовується скульптура «Вартовий» (рос. «Впередсмотрящий») — політрука, що вдивляється в далечінь з-під руки. У віддаленні — дві скульптури бійців, що стискають в руках протитанкові гранати. У центрі — композиція «Клятва на вірність Батьківщині» (рос. «Клятва на верность Родине»), що складається з трьох скульптур воїнів з обличчями сповненими рішучості.
Попереду скульптурної групи споруджена широка смуга з бетонних плит, що символізує оборонний рубіж, далі якого німецькі війська не пройшли. Одним кінцем смуга впирається в гранітну стіну з описом трагічних подій, іншим — в ритуальну площу, викладену бетонними плитами. На площі розташований музей-дот з оглядовим майданчиком на ньому.
Між бетонною смугою і скульптурною групою знаходиться майданчик із зіркою з червоного граніту призначена для покладання вінків.
| «Захищаючи Москву в суворі листопадові дні 1941 року на цьому рубежі в жорстокій сутичці c фашистськими загарбниками стояли на смерть і перемогли 28 героїв-панфіловців» У 150 метрах від скульптурної групи через автодорогу розташовується ще одна гранітна плита з написом: |

| «ТУТ 16 листопада 1941 року, захищаючи Москву билися 28 героїв-ПАНФІЛОВЦІВ. Славні сини нашого народу перегородили дорогу 50 фашистських танків» Від імені серця, від імені житті повторюємо — ВІЧНА СЛАВА ГЕРОЯМ! 1. 2. 3. - Подвиг народа: памятники Великой Отечественной войны 1941—1945 г. / сост. В. А. Голиков. — Москва: Политиздат, 1980. — 318 с.: цв. ил. фот. - Панфіловці - Список найвищих статуй світу - Радянська пропаганда - «Героям-панфиловцам» (сайт «Молода Гвардія») [Архівовано 22 березня 2018 у Wayback Machine.] - Красиві фото меморіалу[недоступне посилання з квітня 2019] - Прізвища воїнів, які викликали вогонь на себе, кинулися під ворожі танки зі зв'язками гранат або підірвали себе разом з фашистами [Архівовано 17 серпня 2013 у Wayback Machine.] |